# Cobbler Pool (Avon River)
Der Cobbler Pool ist ein See im Südwesten des australischen Bundesstaates Western Australia. 
Der See liegt im Verlauf des Avon River ca. 14 km westlich von Toodyay. Der Malkup Brook und der Munnapin Brook münden in ihn.